# Hermine Heusler-Edenhuizen

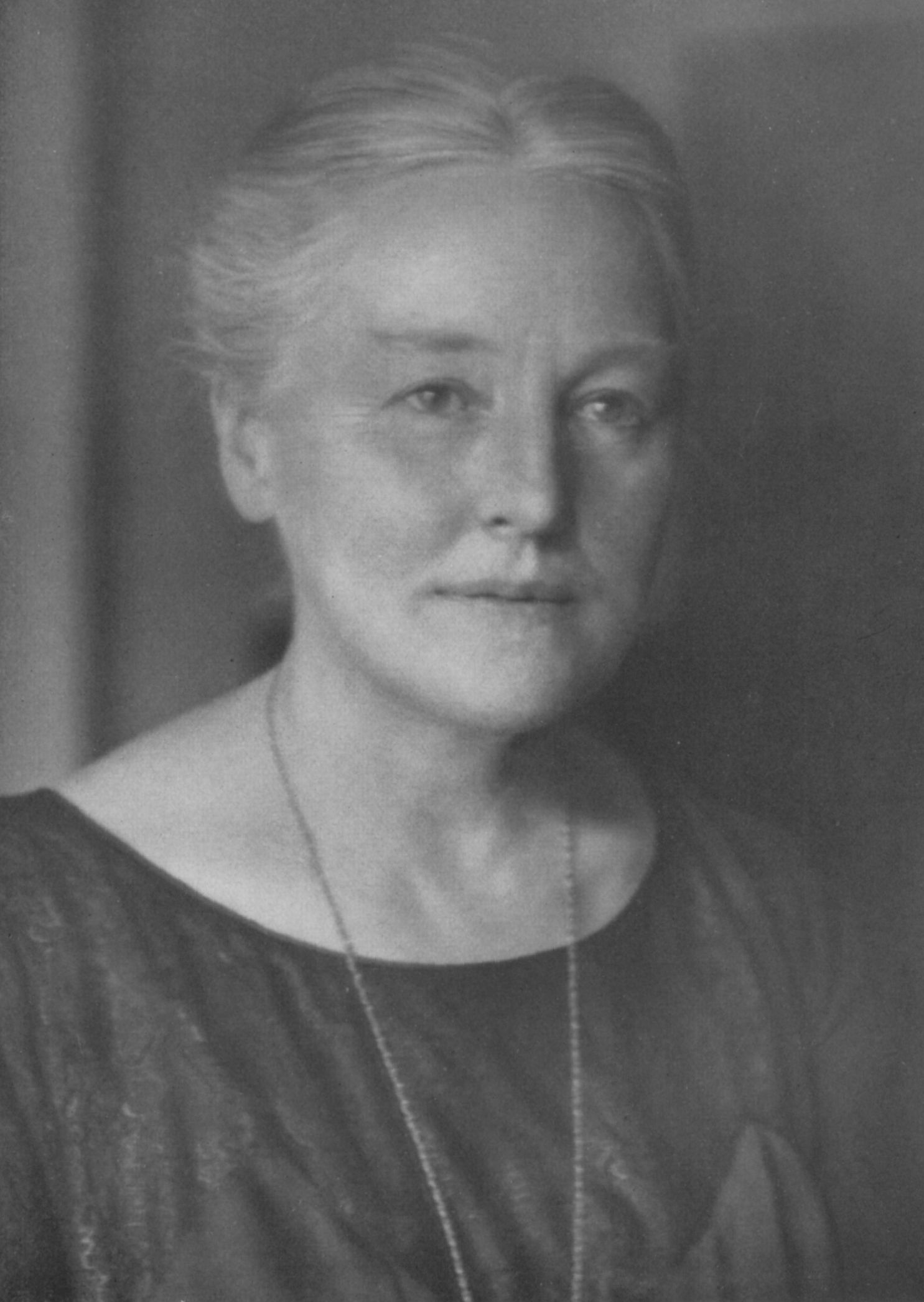
Hermine Heusler-Edenhuizen (um 1930)

Hermine Heusler-Edenhuizen (eigentlich Harmina Egberta Heusler-Edenhuizen, geborene Edenhuizen; * 16. März 1872 auf der Neuen Burg in Pewsum bei Emden; † 26. November 1955 in Berlin) war die erste offiziell anerkannte und niedergelassene Frauenärztin in Deutschland.

## Leben

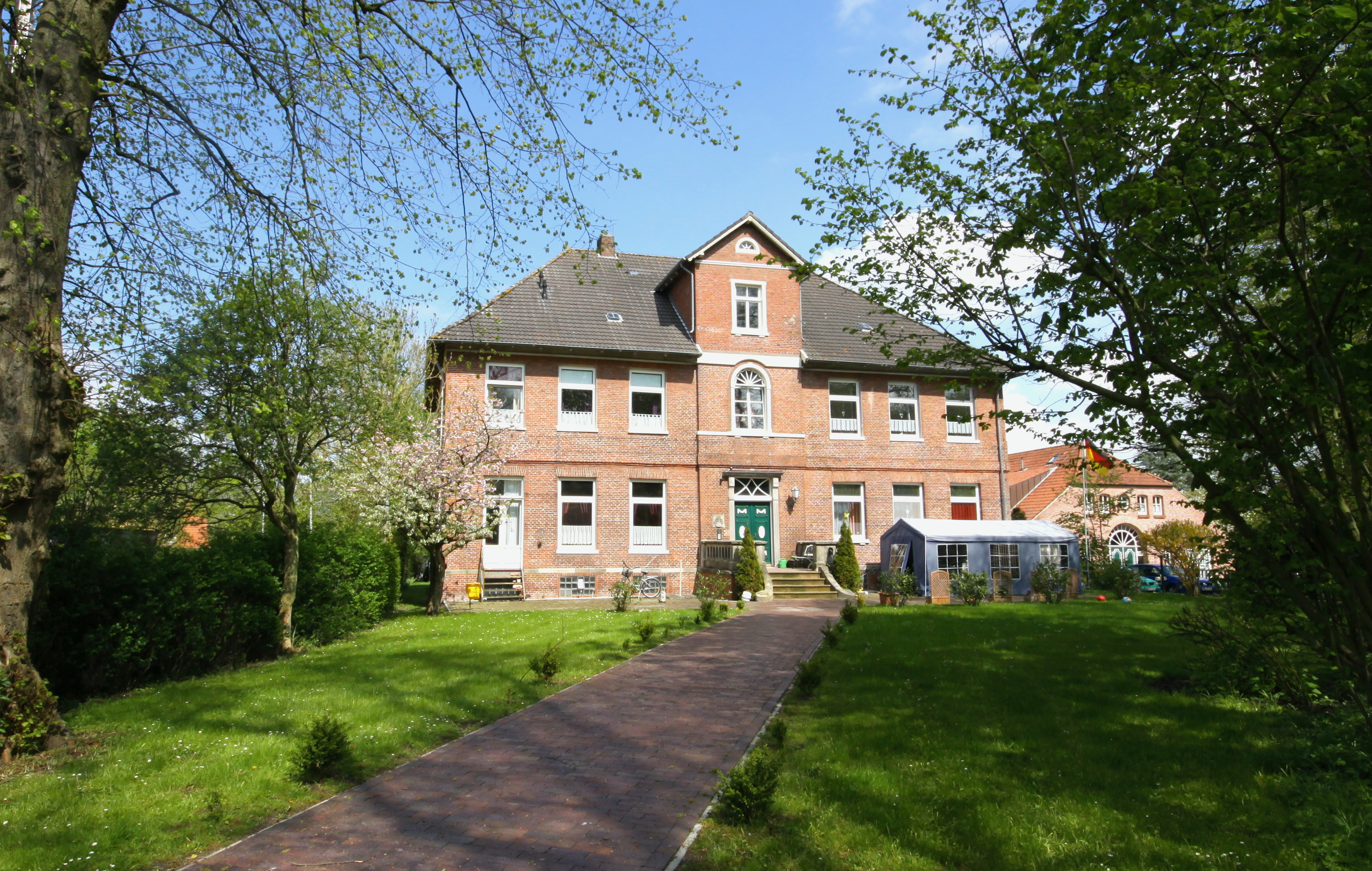
Die Neue Burg in Pewsum – Geburtsort Heusler-Edenhuizens

Hermine Edenhuizen wurde 1872 auf der Neuen Burg in Pewsum bei Emden als fünftes von neun Kindern des Arztes Martinus Edenhuizen († 1896) und der Afka Dieken († 1881) geboren. Den Vorschlag ihres Vaters, sich in der liberaleren Schweiz auf ein Studium vorzubereiten, lehnte sie zuerst ab.
Nach einer schweren Krankheit geriet sie aber in eine Sinnkrise und begann, viel zu lesen. Im Zuge dieses Selbststudiums stieß sie 1893 auf die Zeitschrift Die Frau, in der von Helene Lange Gymnasialkurse für Frauen angeboten wurden. Edenhuizen entschloss sich daraufhin, das Abitur nachzuholen, zog mit Erlaubnis ihres Vaters 1894 nach Berlin und legte dort 1898 als eine der ersten Frauen die Reifeprüfung ab. Sie blieb Helene Lange ihr Leben lang verbunden.
Danach begann sie ein Studium, wobei sie aber, da Frauen an den Universitäten noch nicht zugelassen waren, für jeden Vorlesungsbesuch den zuständigen Professor um Erlaubnis bitten musste. Trotzdem studierte sie in Zürich, Halle und Bonn Medizin, machte 1903 das Examen und promovierte im selben Jahr sie als erste Frau an der medizinischen Fakultät in Bonn. Als erste Ärztin im Kaiserreich ließ sie sich zur Frauenheilkunde ausbilden und wurde 1906 an Bonner Universitäts-Frauenklinik als erste bezahlte Assistenzärztin angestellt.
In Bonn lernte sie ihren späteren Ehemann Otto Heusler († 1943) kennen und heiratete ihn 1912. Diese Heirat galt als Skandal, weil sich Heusler ihretwegen scheiden ließ und außerdem bei der Heirat ein Ehevertrag zugunsten Hermine Heusler-Edenhuizens geschlossen wurde. Dadurch ging gegen allgemeines Recht die Verfügungsgewalt über ihr Vermögen und die Entscheidungsgewalt über ihre Berufstätigkeit nicht auf ihren Ehemann über. Auch als Mutter zweier Adoptivkinder blieb sie berufstätig.

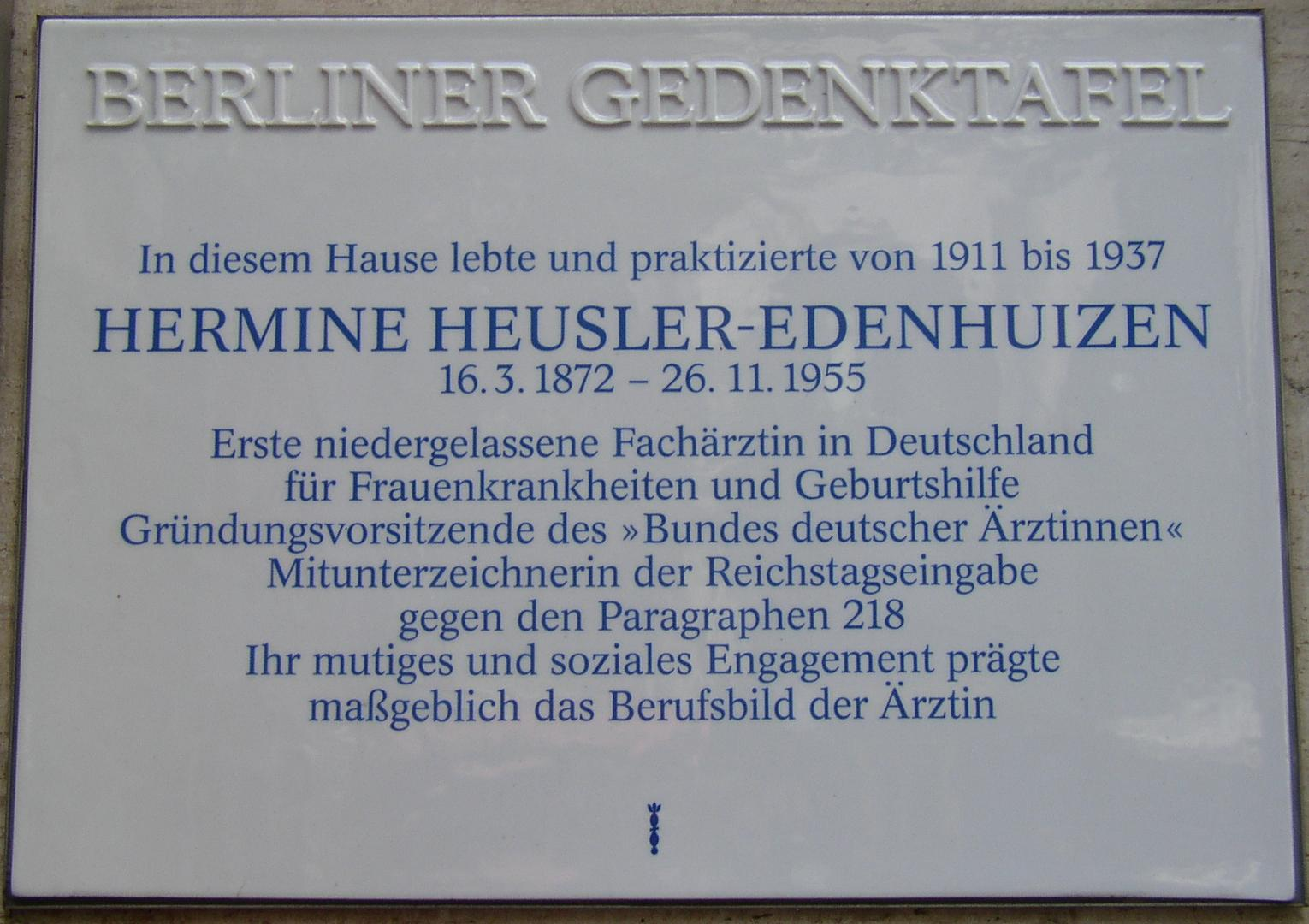
Berliner Gedenktafel in Berlin-Charlottenburg

Nach ihrer Assistenzarztzeit ließ sie sich 1911 als Frauenärztin in Berlin nieder, wo sie zusammen mit Martha Wygodzinski eine Poliklinik für Frauen gründete. Daneben praktizierte sie bis 1937 in einer Praxis für Privatpatienten. Heusler-Edenhuizen war auch Frauenrechtlerin und trat seit den zwanziger Jahren für die Abschaffung der Strafbarkeit von Schwangerschaftsabbrüchen ein.
Von 1924 bis 1928 war sie Gründungsvorsitzende des Verbandes deutscher Ärztinnen. Dessen Zeitschrift Vierteljahrsschrift des Bundes Deutscher Ärztinnen (erschienen im Berliner Verlag C. A. Schwetschke & Sohn) gab sie ab 1924 zusammen mit Laura Turnau heraus. Die erste Nummer enthielt unter anderem einen Artikel von Lydia Rabinowitsch-Kempner über Tuberkulosebekämpfung. Die Aufgaben des Verbands waren: „Zusammenschluß der Ärztinnen Deutschlands; Bearbeitung sozialhygienischer Fragen vom Standpunkte der Ärztin; Ausarbeitung von Vorschlägen für die sozialhygienische Gesetzgebung des Reiches und der Länder vom selben Standpunkte aus und Sorge für die nicht mehr arbeitsfähigen älteren Kolleginnen, sowie Unterstützung der jungen Medizinerinnen in ihren Ausbildungs- und Fortbildungsmöglichkeiten.“
Hermine Heusler-Edenhuizen starb Ende November 1955 in einem Berliner Krankenhaus an den Folgen eines Schlaganfalls. Beigesetzt wurde sie neben ihrem 1943 verstorbenen Ehemann Otto Heusler auf dem landeseigenen Friedhof Heerstraße im Bezirk Charlottenburg (heutiger Ortsteil Berlin-Westend), in der Nähe der letzten Ruhestätte von Helene Lange. Das Grab des Ehepaars Heusler ist nicht erhalten.

## Werke (Auswahl)
Eine ausführliche Bibliographie findet sich im Anhang der 1999 erschienenen Neuauflage der Lebenserinnerungen Heusler-Edenhuizens.
Autobiographisches
- Du musst es wagen! Lebenserinnerungen der ersten deutschen Frauenärztin. Mit einem Vorwort von Heide Soltau. Reinbek bei Hamburg 1999, ISBN 3-499-22409-7.
- Das Kind war viel zu groß – wie ich die erste Fachärztin Deutschlands wurde. In: Der deutsche Arzt. 3/1953, S. 287ff.

Medizinisch-wissenschaftliche Publikationen
- Über Albuminurie bei Schwangeren und Gebärenden. Inauguraldissertation. Bonn 1903.
- Ein bemerkenswerter Fall von Magentetanie. In: Archiv für Verdauungskrankheiten. Bd. II, 1903, S. 333–345.
- Über einen Fall von Polymyositis bei akuter Polyarthritis. In: Deutsches Archiv für Klinische Medizin. Band 87, 1906.[10]
- Zur Frage der Verhütung von Schwangerschaftsstreifen. In: Deutsche Medizinische Wochenschrift. 74, 1949, S. 247ff

Sozialpolitische Publikationen
- Zum §218 des StGB. In: Soziale Praxis 1923. Nr. 32, 1924, S. 649ff.
- Erfahrungen und Wünsche einer Frauenärztin. In: Die körperliche Ertüchtigung der Frau. Berlin 1925, S. 26ff.
- Ehefragen – zum Programm der Eheberatungsstellen. In: Vierteljahreszeitschrift des Bundes deutscher Ärztinnen. 3/1927, S. 5ff.

Sonstiges
- Ladies and Gentlemen! Ansprache auf dem Kongress der Medical Women’s International Association. London 1924.
- Gutachten über höhere Belastbarkeit und höheren Krankenstand von Lehrerinnen. In: Die Ärztin. 8/1932, S. 161ff.

## Ehrungen
Zu Ehren von Hermine Heusler-Edenhuizen verleiht die Deutsche Gesellschaft für Gynäkologie und Geburtshilfe seit ihrem 58. Kongress 2010 in München den Hermine Heusler-Edenhuizen-Preis für herausragende journalistische Arbeiten, die dazu beigetragen haben, das Wissen der Öffentlichkeit über die Bedeutung der Gynäkologie und Geburtshilfe und die Vorbeugung und Behandlung gynäkologischer Erkrankungen zu verbessern. Erste Preisträgerin ist die ZDF-Journalistin Nina Kupfer (Redaktion ML Mona Lisa) für ihren im Mai 2009 gesendeten Beitrag „Alkohol in der Schwangerschaft.“

## Nachlass
Die Familie übergab Heusler-Edenhuizens Nachlass im Jahr 2003 treuhänderisch dem Arzt Heyo Prahm, der ihn zur Grundlage eigener Veröffentlichungen machte. Nach dessen Tod im Jahr 2022 wurde er dem Niedersächsischen Landesarchiv – Abteilung Aurich übereignet, wo der etwa einen Regalmeter umfassende Bestand seit 2025 uneingeschränkt für die Forschung zugänglich ist.